# Budaörsi csata
A budaörsi csata a királypárti (legitimista) és a Horthy Miklóshoz hű kormányerők közötti összecsapás volt IV. Károly király magyar trónra való második visszatérési kísérlete, az úgynevezett második királypuccs idején. Az 1921. október 23-án és 24-én lezajlott harcok első szakaszában az Ostenburg-Moravek Gyula vezette királypárti erők elfoglalták Budafokot. A Nagy Pál vezette kormányhű erők október 23-a éjjelére azonban létszámfölénybe kerültek, sikeres ellentámadást hajtottak végre és 24-én reggelre bekerítették a király csapatait. Az elvesztett csata következményeként a király erőit lefegyverezték, maga a király pedig október 25-én Tatán fogságba esett. IV. Károly visszatérési kísérlete ezzel meghiúsult.

## Előzmények
IV. Károly király 1921. március 27-én tért vissza Magyarországra, hogy ismét elfoglalja a trónt, érkezéséről pedig nem értesítette még híveit sem. Horthy Miklós kormányzó ekkor még le tudta beszélni erről, a környező antantállamok fenyegetését és a belpolitikai helyzetet felhasználva. Károly némi huzavona után április 5-én hagyta el az országot, mikor Horthy Lehár Antal ezredest utasította, hogy kísérje át a királyt a határon. Az eset után erősen megrendült a bizalma Horthyban, aki előzőleg több levelében is hűségnyilatkozatot tett neki. Ezért második visszatérését már katonai akcióként kezdte el tervezni, amelybe csupán azon híveit vonták be, akik nem ellenezték, hogy egyúttal az osztrák trónra is visszatérjen, és a két államot perszonálunió kösse össze.
A második visszatérésre 1921 októberében került sor, amikor a nyugat-magyarországi felkelésnek köszönhetően nagyszámú legitimista gyűlt össze az országrészben és ezzel együtt sok sürgetést kapott Károly a magyarországi híveitől. Ezek hatására október 20-án ismét visszatért az országba. 22-én Károly katonákkal teli vonattal indult el Budapest felé, ennek hatására pedig a környező államok bejelentették, hogy amennyiben Magyarország nem tudja meggátolni a király visszatérését, majd az ő csapataik megteszik azt. Ennek hatására Horthy kiadta a parancsot a fegyveres ellenállásra. A védelem megszervezésében nagy segítségére volt Károly lassúsága, aki minden nagyobb településen megállt, föleskette a katonákat és fogadta a tisztelgéseket. Ennek alapján valószínűsíthető az, hogy Károly csupán nyomásgyakorlásra használta a katonai fellépést, ám a tényleges vérontást el kívánta kerülni.
Ezt erősíti az is, hogy miután éjfélkor Tatára ért, Hegedűs Pál altábornagyot küldte Budapestre, hogy rábírja a város parancsnokát, Nagy Pál tábornokot az átállásra, ami esetén harc nélkül vehette volna át a király az országot. Őt előbb Horthyhoz, majd Bethlen Istvánhoz irányították, ahol Thomas Hohler angol főmegbízott közölte vele, hogy országa nem ismeri el Károlyt királynak. Ekkor elégelte meg a várakozást Ostenburg-Moravek Gyula, a királyhoz hű erők egyik tisztje, és csapataival továbbindult Budaörs felé, ahová hajnalban érkeztek meg.

## A csata
A legitimistákkal szemben álló erőket főleg budapesti egyetemisták alkották, akiket Gömbös Gyula szervezése alapján 22-én este gyűjtöttek össze sietve. Gömbös számára ez egy kétségbeesett lépés volt, ugyanis kiderült, hogy nem számíthat sem az időt húzó hadseregre, sem a különféle félkatonai szervezetekre, és még a MOVE-ben is kudarcot vallott. Az egyetemisták egyetlen tapasztalt tiszttel sem rendelkeztek, így maguk próbálták megszervezni soraikat. Az első összecsapás október 23-án hajnalban történt, amikor Ostenburg-Moravek csapatai beleütköztek a Törökugratón lévő 80 fős, orvostanhallgatókból álló előőrsbe, akik tüzelni kezdtek a közeledő vonatra. A vonatról kiküldött katonák elfoglalták a magaslatot, az összecsapásban pedig többen meghaltak, illetve megsebesültek. Ám már ennyi vérontás is elég volt, hogy megállítsa a királyi csapatokat, amelyeknek vezére nem tudta, hogy csupán pár száz kiképzetlen egyetemista áll velük szemben. Így felhagytak az előrenyomulással, és Károly király utasításait várták.
Károly maga azonban nem akart vérontást, így nem tett mást, mint várakozott és misét hallgatott Bicskénél, arra várva, hogy Hegedűs altábornagy visszatérjen, és átadják neki a város kulcsait. A bizonytalanság végzetesnek bizonyult, ugyanis ezen idő alatt Horthy és kormányzata megfelelő erősítést tudott hozni a főváros környékére. 11 órakor érkezett meg az első vidéki csapat, akiknek Horthy lelkesítő beszédet is mondott. Délután annyira megerősödtek a kormányhoz hű erők, hogy sikeres ellentámadást tudtak indítani, aminek köszönhetően visszafoglalták a Törökugratót.
Ekkor a két fél fegyverszünetet kötött, ám az ezt megelőző események megmutatták, hogy melyikük a határozottabb, így Károly katonái, főleg a soproni egyetemisták szökdösni kezdtek, miközben Horthy folytatta csapatainak összevonását. A tárgyalások másnap kezdődtek meg a két fél között, azonban Károly kereken elutasította a lemondás lehetőségét, így ismét szórványos lövöldözés kezdődött. Erre a hírre Károly kiadta a visszavonulási parancsot, azonban Ostenburg csapatát bekerítették és fogságba ejtették. A Horthyhoz hű erők vesztesége 19 halott és 62 sebesült volt, míg a Károlyhoz hű csapatok vesztesége mindmáig ismeretlen. A királypárti halottakat később jeltelen sírba temették el.

## Következmények
A csatavesztés komoly következményekkel járt Károly király számára, a vereséggel egy időben ugyanis saját hívei is elpártoltak tőle, így a nyugati megyék katonasága ismét Horthy parancsainak engedelmeskedett, a síneket felszedve pedig megakadályozták Károly távozását. Károlyt őrizetbe vették, előbb Tatára, majd a tihanyi apátságba kísérték. Ezután már csak az maradt hátra, hogy megfelelően lezárják az ügyet, amelyet Edvard Beneš magyarellenes kampánya még sürgetőbbé tett. Beneš az esetet egy újabb megszállás előkészítésére próbálta felhasználni, amelyhez Jugoszláviában partnerre talált, míg a románok igen higgadtan viselkedtek. A hisztériakampány arra sarkallta a magyar kormányt, hogy mihamarabb szabaduljanak meg Károlytól. Az antanthatalmak a király tartózkodási helyéül Madeirát jelölték ki. Odaszállításáról a britek  gondoskodtak, november 1-jén Bajáról hajón a Fekete-tengerhez szállították, onnan pedig egy másik hajó vitte Funchalba, november 19-én. Az országgyűlés pár nap múlva kimondta a Habsburg–Lotaringiai-ház trónfosztását. Károly 1922. április 1-jén a kényszertartózkodási helyéül kijelölt szigeten halt meg. A második visszatérési kísérlet nagy segítséget nyújtott Benešnek a kisantant létrehozásában.
A csatában részt vevő egyetemista csapatok hamarosan megalapították a Turul Szövetséget, mely az 1920-as évek második felére a Magyar Királyság legnagyobb taglétszámú egyetemi-ifjúsági szövetségévé és a Horthy-korszak meghatározó értelmiségi véleményformáló tényezőjévé vált.